# گوسفند سنجابی
گوسفند سنجابی(به کردی: په‌س سنجاوی)، از گوسفندان نژاد پشمی-گوشتی ایران است. منشأ این گوسفند در منطقهٔ سنجابی در استان کرمانشاه بوده و از گوشت و پشم با کیفیتی برخوردار است. گوسفند سنجابی برترین نژاد گوسفند در ایران در تولید پشم است.

## مشخصات
گوسفند سنجابی نژادی دومنظوره (گوشتی-پشمی) است و جزء نژادهای سنگین با دست و پای کشیده بوده و به علت داشتن جثۀ سنگین از نظر تولید گوشت و پشم از اهمیت ویژه‌ای برخوردار است. پشم این نوع گوسفند نیز بسیار بلند و ضخیم و اغلب سفید بوده و قدرت رنگ پذیری خوبی دارد و از الیاف مرغوب به‌شمار آمده و به همین دلیل در تولید لباس و فرش‌های دست‌بافت مورد استفاده قرار می‌گیرد.
علاوه بر این زیر شکم گوسفند سنجابی پر از پشم به رنگ سفید یا نخودی بوده و دنبهٔ آن به شکل دایره‌ای است. در برخی از این گوسفندان لکه‌هایی قهوه‌ای در قسمت گوش‌ها، گردن و دست و پای گوسفند وجود دارد و همچنین برخی از گوسفندان سنجابی دارای کله‌هایی به رنگ قهوه‌ای هستند. دیگر ویژگی گوسفند سنجابی این است که در سال دو بره می‌زاید￼.
گوسفند سنجابی از نظر تولید گوشت، کیفیت گوشت و پشم سفید و یکدسـت اهمیت زیادی دارد. این دام در مقابل بیماري‌ها مقاومت بالایی دارد و در زمان پرواربندی افزایش وزن مطلوبی دارد.

## پراکنش
گوسفند سنجابی در مناطق کوهستانی پرورش داده می‌شود که در استان کرمانشاه پرورش این گونه گوسفندان در مناطق شاه‌کوه و رودخانهٔ قره سو و روستاهای اطراف روانسر می‌باشد. در مناطق شرقی استان نیز این گوسفندان را در کوه‌های زنگیلان، کماجار، ویس و خورین می‌توان مشاهده کرد. از دیگر مناطق استان کرمانشاه که پرورش این گوسفندان در آن‌ها رواج دارند می‌توان به کوه‌های ولدبیگی، کوه بنی‌گز، روستای ونه‌رنگینه در گوران، روستاهای اطراف کرمانشاه، قصر شیرین و نیز کوهستان‌های برزه و چنار در منطقهٔ سنجابی اشاره کرد.
علاوه بر این نژاد گوسفند سنجابی به استان‌های اردبیل، آذربایجان شرقی و آذربایجان غربی نیز منتقل شده‌است. گوسفند سنجابی بعد از گوسفند بلوچی بیشترین جمعیت گوسفندان را در ایران تشکیل می‌دهد.

## تیپ‌ها
در میان گوسفندان نژاد سنجابی سه تیپ اصلی دیده می‌شود:
1. تیپ زردی: در این تیپ از گوسفند سنجابی سر و صورت از محل خط وصل کنندهٔ دو چشم به پایین یک‌دست قهوه‌ای است.
2. تیپ کلول: در این تیپ از گوسفند سنجابی، مانند تیپ کژل نوار سفید دارد ولی به صورت کامل تا روی بینی و پوزه ادامه ندارد.
3. تیپ کژل: در این تیپ از گوسفند سنجابی نوار سفیدی از محل پیشانی تا روی بینی و پوزه گوسفند کشیده شده که در بعضی موارد این نوار سفید تا زیر پوزه نیز امتداد یافته‌است.[۵]

## اهمیت اقتصادی
در استان کرمانشاه، ۲ میلیون و ۱۶۹ هزار گوسفند وجود دارد که گوسفند سنجابی نزدیک به ۵۰ درصد آن را تشکیل داده‌است. ۳۵ درصد از صادرات دام سبک به خارج از کشور را گوسفند نژاد سنجابی استان کرمانشاه تشکیل می‌دهد. کشورهای کویت و قطر از خریداران نژاد سنجابی هستند. همچنین گوشت گوسفند سنجابی در قطر و نیز در تمام دنیا در شمار گوشت‌های محبوب و گران قرار دارد.
پشم گوسفند سنجابی از نوع بلند بوده و مرغوبیت بالایی دارد به همین دلیل استان کرمانشاه به عنوان یکی از تولیدکنندگان عمدهٔ پشم در ایران شناخته شده و پشم کرمانشاهی، به همراه پشم مشک‌آباد اراک و پشم سیرجان کرمان سه گونهٔ مرغوب پشم را در ایران تشکیل می‌دهند. در این میان پشم کرمانشاه به دلیل الیاف بلندی که دارد از دو گونهٔ دیگر مرغوبتر است، تا جایی که دو گونهٔ دیگر نیز به تنهایی قابل استفاده نیستند و باید حتماً با پشم کرمانشاهی ادغام شوند.
تنها در استان کرمانشاه سالانه سه هزار تن پشم تولید می‌شود و بهترین پشم تولیدی در این استان نیز مربوط به شهرستان گیلانغرب است که از گوسفند نژاد سنجابی به دست می‌آید و در صنعت فرش و نساجی مورد استفاده قرار می‌گیرد.

## وضعیت پرورش گوسفند سنجابی
در سال ۱۳۵۲، سازمان خواربار جهانی (FAO) مرکزی به نام «ایستگاه علوم دامی مهرگان» با هدف خالص سازی و ذخیرهٔ ژنتیکی نژاد سنجابی تأسیس نمود. این مرکز در زمینی به مساحت ۲۲۰ هکتار در کیلومتر ۲۳ جاده کرمانشاه-کامیاران قرار دارد و شامل سالن‌های پرورش گوسفند و تأسیسات مرتبط مانند: کشتارگاه دام، سالن تجزیهٔ لاشه، سیلو و حمام کنه است.